# 잭 힐 (배우)
잭 힐(Jack Hill, 1887년 9월 12일 ~ 1963년 11월 22일)은 미국의 배우이다.
로어노크에서 태어났으며 로스앤젤레스에서 사망하였다.

## 영화
- 아메리칸 그라인드하우스 (2010년)
- Machete Maidens Unleashed! (2010년)
- 여자 마법사 (1980년)
- 데드 쉽 (1980년)
- 시티 온 파이어 (1979년)
- 제저벨스 (1975년)
- 폭시 브라운 (1974년)
- 코피 (1973년)
- The Big Bird Cage (1972년)
- 여감방 (1971년)
- 스파이더 베이비 (1968년)
- 테러 (1963년)
- 디멘시아 13 (1963년)